# Myriceae
Myriceae (lat. Myricaceae), biljni tribus, dio porodoice voskovki, red bukvolike (Fagales). Ime dolazi po  rodu mirika (Myrica). Voštani listovi vrste Morella caroliniensis aromatični su kad se zgnječe. Njegovi voštani žuto-zeleni plodovi nalaze se duž cijele stabljike, razbacani među lišćem. Ovaj uobičajeni grm raste uz obale i dine. Plodovi su privlačni pticama, a njihove voštane prevlake tradicionalno se koriste za izradu svijeća.
- Tribus Myriceae Small

1. Comptonia L'Hér. ex Aiton (1 sp.)
2. Morella Lour. (44 spp.)
3. Myrica L.  (2 spp.)

## Vanjske poveznice
|  | Zajednički poslužitelj ima još gradiva o temi Myriceae |
|  | Wikivrste imaju podatke o taksonu Myriceae             |